# メッセンジャー (1999年の映画)
『メッセンジャー』は、1999年8月21日に公開されたホイチョイ・プロダクションズ原作、飯島直子と草彅剛主演の日本映画。

## あらすじ
東京都港区芝浦に本社を置く総合商社の安宅物産・繊維部に勤める岡野の愛人であり、岡野から任せられている同社が日本において取り扱うイタリアの高級アパレルブランド『エンリコ・ダンドロ』のハウスプレス（広報）として働くキャリアウーマン気取りの清水尚実は、高級マンションと高級外車とクレジットカードを安宅物産から支給され、会社の金で岡野とバブル時代と錯誤するような贅沢な生活を送っていた。
しかし秋冬物の新作発表日の午前中、イタリアのエンリコが倒産したと社内で電子メールが回され、発表会場である路面店からメディア陣が消える騒動になる。安宅物産・審査部の太田は岡野に対してアメリカのファッションデザイナーであるティム・グレイを引き抜くことを指示し、岡野はそのままニューヨークへ飛び、太田はエンリコ倒産に伴う自社の資産保全に乗りだす。状況を理解できずに帰宅した尚実は自宅マンションで家具・物品の差し押さえを目撃し、隙を突いて自分の車で逃走するが、猛スピードで走っていた自転車便「東京エクスプレス」の横田と大手町交差点で衝突する交通事故を起こす。横田は尚実に目の前にあるシティバンクへ書類を届けて欲しいと頼み、尚実はシティバンクへ向かうが、そこで太田と遭遇し財布の中身を没収される憂き目に遭う。事故現場に戻った尚実は轢き逃げの現行犯として定年退職間近の警官・島野に逮捕されてしまった。
事故直前に任意保険が解約されて賠償金が用意出来ない尚実は、骨折で入院した横田の示談条件として、退院するまで代わりに自転車便をやって欲しいと懇願される。傲慢な性格からそれを拒否した尚実は一晩拘留された結果、示談を渋々受け入れる。翌朝、横田の同僚である鈴木のレクチャーの下、経験したことの無い肉体労働を伴うメッセンジャー（自転車便）の世界に入っていく。
明くる日、尚実の発案で、鈴木と尚実は営業をしに安宅物産の太田を訪ねるが、彼は大手町のシティバンクに居るという。同僚はその場に居たバイク便「セルート」に配達を頼むが、尚実が咄嗟の判断でバイク便よりも早く届いたら今後配達を任せて貰えるかと電話越しに提案し、フットワークの軽い東京エクスプレスが勝利し、安宅物産は東京エクスプレスの大口得意先となる。その後、横田の恋人である由美子や島野、対決に負けたことからセルートをクビになった服部が仲間に入り、社業は順調に発展して行く。
一方、岡野がニューヨークで接触したティム・グレイはかつてパーティの席上、自分にビンタを喰らわせられた尚実を気に入っており、日本での展開でプレスに迎えることを要求してきたため、岡野は尚実を説得。尚実は退院した横田との約束が果たされていたことから元の仕事に戻ることになった。
安宅物産という大口顧客を奪った東京エクスプレスを逆恨みしたセルートは、潰しに掛かろうとスピード違反や妨害行為を厭わない黒幕部隊（セルートの回し者と分からないように黒づくめの服装とフルフェイスメットを着用。キャリアボックスを外し、ナンバープレートを上に折り曲げている）を仕立て、再勝負を持ちかける。その熾烈なバトルを偶々、安宅物産へ向かうタクシーの車中で目撃した尚実は、東京エクスプレスの力になるべく、タクシーを降りる。

## スタッフ
- 原作：ホイチョイ・プロダクションズ
- 監督：馬場康夫
- 脚本：戸田山雅司
- 製作者：村上光一、中村滋、石崎邦彦
- プロデュース：小牧次郎、石原隆、倉持太一、河井真也、増田久雄
- スタントコーディネイター：山田一善、宮崎剛
- バイクスタント：有薗啓剛
- ボディスタント：ジャパンアクションクラブ
- カースタント：武士レーシング
- 現像：IMAGICA
- スタジオ：日活撮影所
- 製作協力：プルミエ・インターナショナル
- 製作：フジテレビジョン、小学館、ポニーキャニオン

## 楽曲
- OP：久保田利伸「NO Lights Candle Light」
- ED：久保田利伸「Messengers Rhyme」 - ラップパートを、メインキャストが担当したバージョンが使用されている。

## キャスト
清水尚実〈29〉 - 飯島直子
東京近郊出身。高級ブランド「エンリコ・ダンドロ・ジャパン」のプレス担当。
鈴木宏法〈24〉 - 草彅剛（SMAP）
東京都出身。「TOKYO EXPRESS」の発起人の一人であるメッセンジャー。
横田重一〈24〉 - 矢部浩之（ナインティナイン）
大阪府岸和田市出身。「TOKYO EXPRESS」の発起人の一人であるメッセンジャー。
阿部由美子〈22〉 - 京野ことみ
長野県出身。写真専門学校生（中退）。
服部宣之〈20〉 - 青木伸輔
青森県出身。「セルート」のライダー。
細川孝之〈35〉 - 京晋佑
大阪府堺市出身。「セルート」の部長兼ライダー。
太田量久〈35〉 - 小木茂光
福井県出身。「安宅物産」審査部勤務。
前川万美子〈25〉 - 伊藤裕子
東京都出身。女性向けファッション雑誌『Oggi』編集部勤務。
岡野博〈34〉 - 別所哲也
東京都出身。「安宅物産」繊維部勤務。
島野真〈60〉 - 加山雄三
神奈川県出身。警視庁神谷署交通課勤務。
その他：江原達怡、雨宮留美子、深江卓次、鈴木一功、舟田走、名取幸政、山下真弘、田中要次、根岸大介、西村陽一、今井靖彦、蜂須賀昭二、岡元次郎 他

## ビデオソフト
VHS
- 「メッセンジャー」（2000年3月17日）

DVD
- 「メッセンジャー」（2000年3月17日）
- 「メッセンジャー」（2003年11月19日）商品コードPCBG-50465

## ロケ地
- 大手町交差点（永代通り・日比谷通り） - 尚実の車に横田の自転車が衝突する交通事故の現場
- シティバンク、エヌ・エイ (在日支店) - 安宅物産の取引先銀行として大手センタービル内の大手町支店と、岡野が示談金として用いる小切手が登場する。
- 住友銀行 - 当時の東京本部・東京営業部が入居していた新住友ビル（2011年現在建物解体中）が事故現場の場面で背景として写る。
- ジェイアールバス関東・東京駅・呉服橋交差点・永代通り - 由美子が高速バスで帰省しようとする場面で登場する。
- コスモ石油・東芝ビルディング - サービスステーションやタンクローリーの撮影協力の他、本社が入る東芝ビルディングのフロアを安宅物産本社オフィスとして提供している。
- 京王プラザホテル
- 東京無線タクシー
- 芝浦
- 泉岳寺駅 - 高輪橋架道橋(作品内では｢泉岳寺のトンネル｣と呼称)が登場しており、クライマックスではタクシー運転手が｢このクルマ車高高いから大丈夫かなぁ｣と懸念する場面(実際、行灯を破損した挙げ句後続車が追突事故を起こし通行不能となる)がある。

する。
- 品川駅 - 仮設だった港南口への連絡通路が登場する。
- 東京テレポート駅 - 尚実が品川駅の改札口を自転車で飛び越えるシーンに使われた。

## 備考

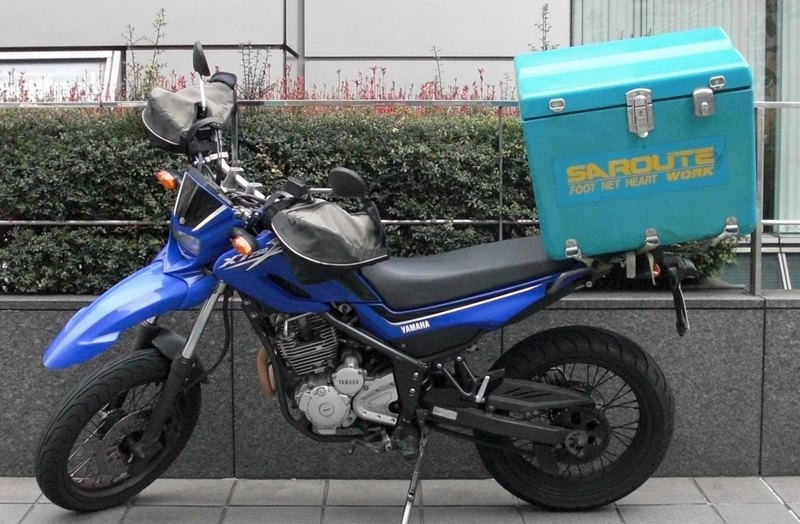
実際のセルートのバイク

- 劇中のファッションブランド「エンリコ・ダンドロ」は、実在のブランドエンリコ・コベリとサルヴァトーレ・フェラガモをモチーフとしたものである（ロゴデザインがフェラガモと酷似）。同じく「安宅物産」も現実の安宅産業（1970年代に破綻）と三井物産をモチーフとした名称である。
- 劇中登場するバイク便業者「セルート」は実在し、取材協力をしている。小学館は同社の大口顧客。
- 自転車便の仕事を終えた後に尚実と鈴木が銭湯へ入るシーンがあり、草彅剛はスパッツ一枚の上半身裸の姿、飯島直子は胸上と背中のセミヌードを露わにしている。